# Урдангарин-и-Бурбон, Мигель
Мигель де Тодос лос Сантос Урдангарин-и-Бурбон (исп. Miguel de Todos los Santos Urdangarin y Borbón; род. 30 апреля 2002, Барселона) — член испанской королевской семьи, третий и младший сын инфанты Кристины и бывшего гандболиста Иньяки Урдангарина.

## Биография
Мигель Урдангарин-и-Бурбон родился 30 апреля 2002 года в Барселоне в семье инфанты Кристины и бывшего гандболиста Иньяки Урдангарина. У него есть два старших брата Хуан (род. 1999) и Пабло (род. 2000) и младшая сестра Ирена (род. 2005).
Был крещён 23 июня 2002 года во дворце Сарсуэла архиепископом Мадрида Роуко Варела. Его крёстным отцом стал принц Фелипе, а крёстной матерью тётя по линии отца Люсия Урдангарин.
Мигель Урдангарин-и-Бурбон начал получать образование во Французском лицее в Барселоне, но в 2009 году его семья переехала в Вашингтон, где работал его отец. В Вашингтоне он проживал до 2012 года, а затем вместе с семьей вернулся на родину.
В 2013 году вместе с матерью, братьями и сестрой Мигель переехал в Женеву, где продолжил своё образование.
Проживает в Великобритании, где учится в Лондоне в одном из университетов по специальности «морская биология». Помимо учёбы, он занимается водными видами спорта, среди которых серфинг и парусный спорт.